# Ocinara obscurata
Ocinara obscurata är en fjärilsart som beskrevs av Wolfgang Dierl 1978. Ocinara obscurata ingår i släktet Ocinara och familjen silkesspinnare. Inga underarter finns listade i Catalogue of Life.